# 한국독립당 (2007년)
한국독립당(韓國獨立黨)은 대한민국의 정당이다. 대한민국 현존 정당 중 가장 오래된 정당이기도 하다.

## 개요
2007년 5월 7일 이래원과 정재복 공동대표가 실버녹색당 창당준비위원회로 등록한 것을 거쳐, 같은 해 8월 8일 국제녹색당으로 창당한 원외 정당이다.
2020년 초 기독당과 통일민주당으로 신설합당을 결의했으나, 기독당의 박두식 목사가 자신이 대표자라며 전당대회 무효를 주장해 선관위에 이의를 제기하면서 합당이 무산되었다. 이후 통일민주당 명칭도 다른 정당에서 가져갔다. 같은 해 3월 6일 사이버모바일국민정책당 창당준비위원회 세력에게 인수되어 같은 이름의 당명으로 변경되었다가, 같은 해 11월 19일에 기존 대표인 이래원이 복귀하면서 현재의 당명으로 변경되었다.
이후 2022년 8월 18일에 한국독립당으로 명칭이 바뀌었고, 대표자도 조규면으로 변경되었다.

## 주요 선거 결과

### 지방선거
|  | 0% |

|  | 0% |

|  | 0% |

|  | 0% |

|  | 0% |

|  | 0% |

|  | 0% |

|  | 0% |

|  | 0% |

|  | 0% |

|  | 0% |

|  | 0% |

|  | 0% |

|  | 0% |

|  | 0% |

|  | 0% |